# 争取希腊共产党重建组织
争取希腊共产党重建组织（希臘語：Οργάνωση για την Ανασυγκρότηση του Κομουνιστικού Κόμματος Ελλάδας，羅馬化：Orgánosi yia tin Anasigkrótisi tou Komounistikoú Kómmatos Elládas，缩写为）是希腊的一个共产主义政党。该党成立于1985年。它的意识形态是共产主义、马克思列宁毛主义。它的政治立场是极左翼。它的总部位于雅典。
该党认为，俄罗斯已经变成社会帝国主义国家，并和中国、伊朗形成“新纳粹轴心”。